# الحسن لغيره
الحسن لغيره صفة تطلق على صنف من الحديث النبوي. وهو ما كان في إسناده مستور لم يتحقق أهليته غير مغفل ولا كثير الخطأ في روايته ولا متهم بتعمد الكذب فيها ولا ينسب إلى مفسق آخر، أو هو ((أي الحسن لغيره)) ما فقد شرطا من شروط الحسن لذاته ويطلق عليه اسم ((الحسن لغيره)) لأن الحسن جاء إليه من أمر خارجي.
وكان يسميه بعض العلماء المتقدمين كالإمام أحمد بالحديث الضعيف ويقدمه على القياس، ويقصد بذلك الحديث الحسن لغيره.